# Agnès Jaoui
Agnès Jaoui (* 19. října 1964 Antony) je francouzská scenáristka, herečka, režisérka a také zpěvačka. Je široce oceňována za své filmy a celkem získala šestkrát ocenění César, přičemž čtyři z nich za nejlepší scénář. Na filmech často spolupracuje se svým ex-přítelem, francouzským hercem a scenáristou, Jean-Pierrem Bacrim.

## Život

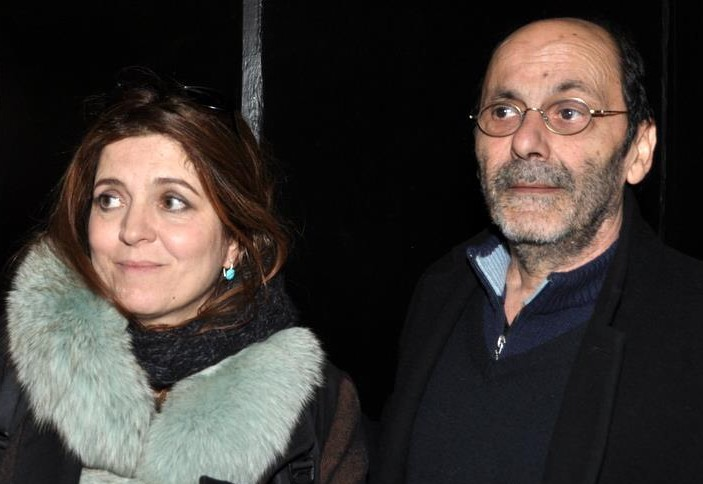
Agnès Jaoui se svým, nyní již bývalým, přítelem Jean-Pierrem Bacrim

Agnès Jaoui se narodila do rodiny Huberta a Gyzy Jaouiových dne 19. října 1964. Narodila se ve městě Antony, v departmentu Hauts-de-Seine. Má tuniské kořeny a je židovka. Její rodiče se obě věnovali spisovatelství a když bylo Agnès osm let, společně se přestěhovali do Paříže. Gyza se navíc zabývá transakční analýzou a je průkopnicí v tomto oboru. Agnès byla vychovávána společně s bratrem Laurentem, který se též stal režisérem a scenáristou. Divadlu se začala věnovat s nástupem na lyceum Jindřicha IV. (Lycée Henri-IV) v Paříži, kdy začala navštěvovat školní divadelní kroužek. Ve věku patnácti let nastoupila na soukromou divadelní školu Cours Florent (též v Paříži). Od roku 1984 brala lekce herectví v divadle Théâtre Nanterre-Amandiers v Nanterre. O tři roky později, roku 1987, jí ředitel divadla Patrice Chéreau dal roli v jeho vlastním filmu Hôtel de France.
Mezi lety 1987 až 2012 byla partnerkou Jean-Pierra Bacriho. Roku 2012 se pár rozešel, ale oba se přesto rozhodli zachovat dobré vztahy a na filmech i nadále spolupracovat. Z tohoto partnerství nevzešly žádné děti, až roku 2012 Anès Jaoui adoptovala dvě děti původem z Brazílie.

## Kariéra
Ještě ten rok, kdy získala první filmovou roli, roku 1987, dostala též roli v divadelní hře L'anniversaire od dramatika Harolda Pintera, kde si zahrála po boku svého pozdějšího partnera: Jean-Pierra Bacria. Spolu později napsali divadelní hru Cuisine et dépendances, kterou roku 1992 převedl na filmová plátna francouzský režisér Philippe Muyl.
Roku 1993 požádal Alain Resnais Agnès Jaoui a Jean-Pierra Bacria, aby napsali filmovou adaptaci na divadelní hru o osm dějstvích od Alana Ayckbourna jménem Intimate Exchanges. Duo Resnaisovu nabídku přijalo a ještě toho roku vešel do kin dvoudílný snímek Smoking / No Smoking. Díky tomuto dílu oba tvůrci vyhráli roku 1994 ocenění César za nejlepší scénář. Roku 1996 pak objevil duo scenáristů Cédric Klapisch a požádal je o napsání scénáře pro jeho nový komediální film Rodinný průvan. I tento film měl velké úspěchy a roku 1997 získali Agnès Jaoui, Bacri a sám Klapisch Césara za nejlepší scénář. Roku 1997 spolupracovala s Alainem Resnaisem na filmu Stará známá písnička, kde si zahrála vedlejší roli, pro kterou získala dalšího Césara.
Roku 2000 se rozhodla režírovat vlastní film, později nazvaný Někdo to rád jinak. Film měl obrovský úspěch; jen ve Francii přilákal přes čtyři miliony diváků do kin. Následující rok získal film hned čtyři Césary, včetně Césara za nejlepší film a za nejlepší scénář. Film byl též nominován na Oscara za nejlepší cizojazyčný film, avšak nominaci neproměnil. Roku 2004 režírovala svůj druhý film jménem A co já?, který psala společně s Bacrim a který na filmovém festivalu v Cannes získal cenu za nejlepší scénář.
Po vydání snímku A co já? se zaměřila na hudbu a vydala album latinských písní Canta. Roku 2008 se vrátila k filmu, když režírovala a zároveň hrála ve snímku Parlez-moi de la pluie. Roku 2013 pak režírovala svůj, zatím poslední, film jménem Au bout du conte, kde si též zahrála.

## Filmografie

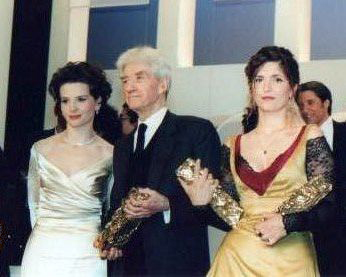
Juliette Binoche, Alain Resnais a Agnès Jaoui na 27. předávání Césarů

| Rok  | Název                  | Pozice         | Získaná ocenění |
| ---- | ---------------------- | -------------- | --- |
| 1993 | Smoking / No Smoking   | Scénář         | César pro nejlepší původní scénář |
| 1996 | Rodinný průvan         | Scénář         | César pro nejlepší scénář Cena Lumières pro nejlepší scénář |
| 1997 | Stará známá písnička   | Scénář         | César pro nejlepší scénář César pro nejlepší herečku ve vedlejší roli |
| 2000 | Někdo to rád jinak     | Režie i scénář | Cena Lumières pro nejlepší film Cena Lumières pro nejlepší režii Cena Lumières pro nejlepší scénář Evropská filmová cena pro nejlepší scénář César pro nejlepší film César pro nejlepší původní scénář |
| 2004 | A co já?               | Režie i scénář | Bodil Award pro nejlepší neamerický film Evropská filmová cena za nejlepší scénář Filmový festival v Cannes – nejlepší scénář                                                                          |
| 2008 | Parlez-moi de la pluie | Režie i scénář | |
| 2013 | Au bout du conte       | Režie i scénář | |
| 2017 | Place publique         | Režie i scénář | Připravovaný |